# Texas Hippie Coalition
Texas Hippie Coalition (сокращенно «ТНС») — американская грув-метал группа из города Denison штат Техас.

## История
Группа была образована в Denison штат Техас вокалистом Big Dad Ritch, бас-гитаристом John Exal и их друзьями. С момента основания группы и до записи первого альбома происходили незначительные изменения в составе.
Дебютный альбом Pride of Texas вышел в свет 12 февраля 2008 года. «Clenched Fist» — вторая песня с альбома посвящена Даймбэгу Даррелу, который оказал большое влияние на творчество группы.
Второй студийный альбом получил название Rollin и был издан 6 июля 2010 года. Это первый  альбом группы в сотрудничестве с лейблом Carved Records, после выпуска которого команда пустилась в турне по США и Европе, окончив его на нидерландском фестивале «Bospop Festival».
В начале 2012 года группа начала работать с продюсером Бобом Марлеттом. Первый сингл «Turn It Up» был выпущен в июне того же года. Сам альбом, который получил название Peacemaker, вышел 14 августа 2012 года, заняв 20-е место в чарте Billboard в жанре хард-рок альбомы. По словам фронтмена и вокалиста группы Big Dad Ritch заглавная песня с альбома Миротворец, носящая одноимённое название, написана от лица «оружия», так же как и другие многие его песни. Он утверждает: «Я не использую это „оружие“, чтобы ограбить кого-то или отобрать то, что они получили. Я буду использовать „оружие“ чтобы защитить то, что является моим». Также альбом содержит песню «Turn It Up», которая рассказывает о девушке, родившейся в религиозной семье. Её жизнь катится по наклонной после посещения ночного клуба.
Четвёртый альбом группы — Ride On — был выпущен 7 октября 2014 года. Этот альбом был охарактеризован группой: «Это следующий уровень нашего „музыкального“ роста. Звук в альбоме сделан немного „сырым“ и „грязным“, но это наш способ показать всем, что рок-н-ролл не мертв!» В этом же году коллектив выступил на нескольких крупных фестивалях.
После выхода альбома Dark Side of Black 22 апреля 2016 года, группа снова отправилась в турне. В июне 2016 года команда объявила о присоединении к коллективу нового гитариста Nevada Romo.

## Состав

### Текущий состав
- «Big Dad Ritch» — вокал
- John Exall — бас-гитара
- Cord Pool — гитара
- Nevada Romo — гитара
- Timmy Braun — ударные

### Бывшие участники
- Randy Cooper — гитара
- Ryan «The Kid» Bennett — ударные
- Alden «Crawfish» Nequent — гитара
- Michael Hayes — гитара
- Scott «Cowboy» Lytle — ударные
- Dillon Escue — ударные
- Cody Perryman — гитара
- Wes Wallace — гитара
- Gunnar Molton — ударные
- Lance Bruton — ударные
- Jason Elmore — гитара

## Студийные альбомы
| Альбом               | Детали                                    |
| -------------------- | ----------------------------------------- |
| «Pride of Texas»     | - Выпущен: 2008 - Лейбл: — THC Inc.       |
| «Rollin'»            | - Выпущен: 2010 - Лейбл: Carved Records   |
| «Peacemaker»         | - Выпущен: 2012 - Лейбл: Carved Records   |
| «Ride On»            | - Выпущен: 2014 - Лейбл: Carved Records   |
| «Dark Side of Black» | - Выпущен: 2016 - Лейбл: Carved Records   |
| «High In The Saddle» | - Выпущен: 2019 - Лейбл: eOne Music       |
| «The Name Lives On»  | - Выпущен: 2023 - Лейбл: MNRK Music Group |